# Base aérienne 201 Niger
La base aérienne 201 Niger est une base aérienne située au Niger, situé à trois kilomètres de  l'Aéroport international Mano-Dayak. Sa construction est financée par les États-Unis. Son coût estimé est d'environ 100 millions de dollars.
Elle est créée le 19 avril 2016 pour des opérations à base de drones ; depuis juillet 2019 y sont stationnés le 409th Air Expeditionary Group et le 411th Civil Affairs Battalion du United States Air Forces in Europe. Elle est capable d'accueillir des McDonnell Douglas C-17 Globemaster III et des General Atomics MQ-9 Reaper.
Attribution de l’agrément ISR le 1er novembre 2019.
La présence américaine compte près de mille personnels en 2023.
Le 5 août 2024, les troupes américaines, dont celles qui sont stationnés sur cette base, ont quitté le Niger, à la suite d'un accord entre le gouvernement militaire du Niger et les  États-Unis. Une cérémonie de transfert des installations s'est déroulé en présence d'officiers des deux pays.